# Polietnicidade

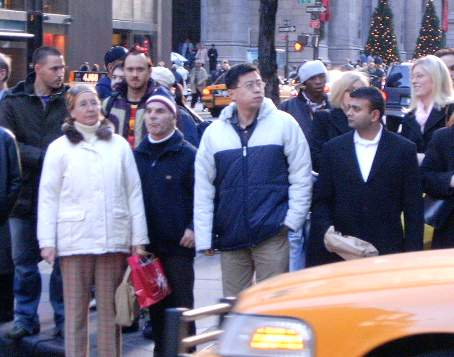
Exemplo de polietnicidade na cidade de Nova York

Polietnicidade, também chamada de plurietnicidade ou multietnicidade (dos prefixos poli-, pluri-, multi-/ todos designando pluralidade), refere-se a fenômenos culturais específicos que são caracterizados pela proximidade social e interação mútua de pessoas de diferentes origens étnicas, dentro de um país ou de uma região geográfica específica.
Os mesmos termos também podem se referir a capacidade e vontade dos indivíduos de se identificarem com múltiplas etnias. Isso tende a acontecer quando várias etnias habitam uma mesma área, especialmente em razão de imigração, casamento, comércio, conquista e divisões de terras em períodos de pós-guerra - refugiados.  Isso teve importantes implicações políticas e sociais nos países e regiões.
Muitos países, se não todos os países do mundo, têm algum grau relevante de polietnicidade, tais como a Nigéria e o Canadá que possuem níveis altos de polietnicidade e países como o Japão e a Polônia que têm níveis muito baixos (e, mais especificamente, um sentido de homogeneidade étnica). O grau de polietnicidade predominante, em alguns países ocidentais, tem estimulado alguns argumentos contra ela, que incluem a crença de que isso levaria ao enfraquecimento de cada sociedade, pontos fortes, e também uma crença de que as política públicas etnicamente orientadas, em países com alto grau de polietnicidade, seriam melhor solucionadas com leis diferentes para cada etnia, de forma diferenciada.